# Auでんき
auでんきは、KDDI株式会社が、電力自由化に伴い「新電力」として参入し、一般家庭向け（低圧分野）に提供する電力事業の料金プランの名称である。
携帯電話契約（auスマートフォン/auケータイ）またはインターネット契約（auひかり）加入者が、契約対象者となる。

## 提供エリア (低圧向け)
- 北海道、東北、関東、中部、北陸、関西、中国、四国、九州エリア - 2016年4月1日～